# Greetje Kauffeld

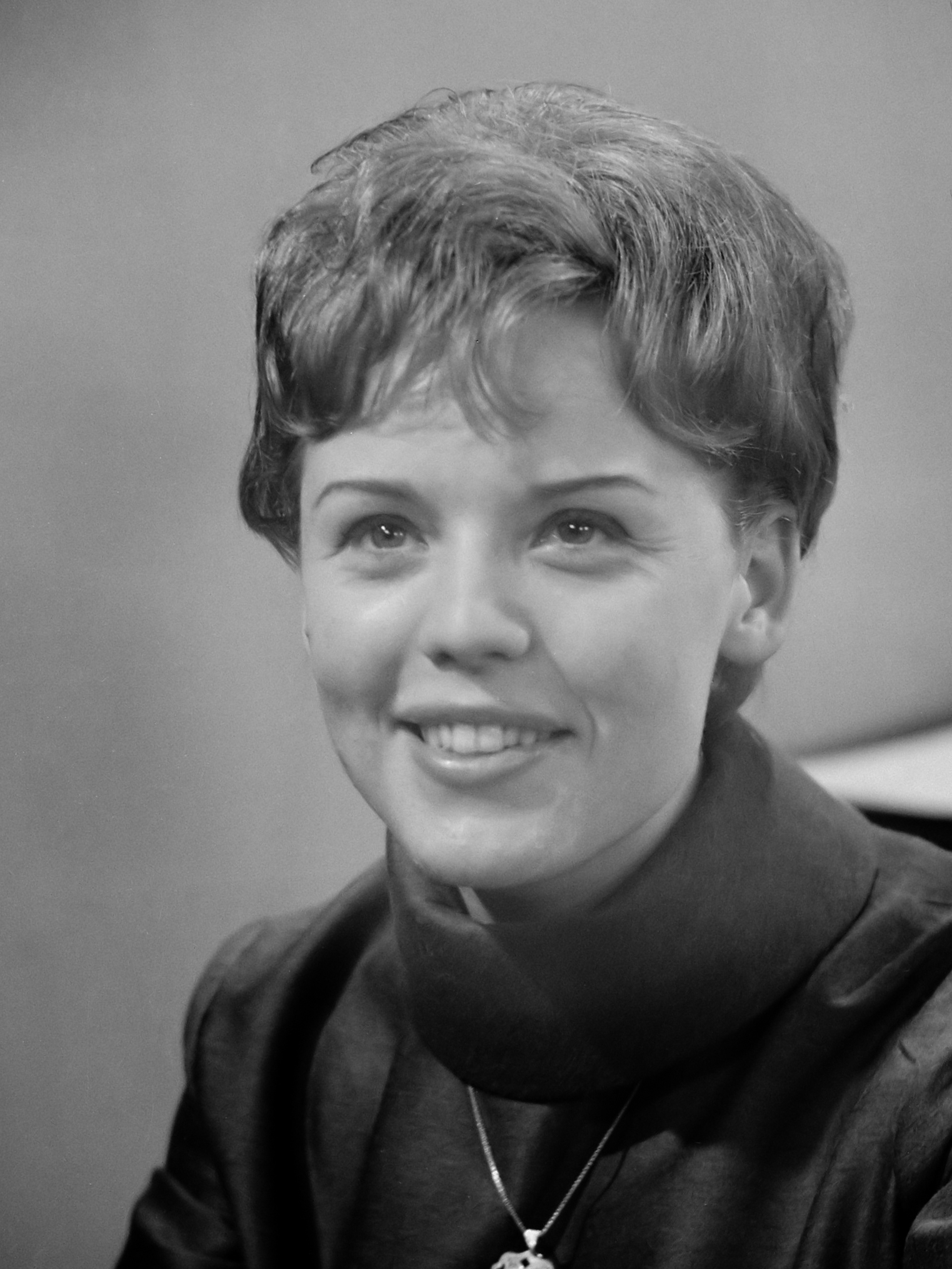
Greetje Kauffeld in 1961

Greetje Kauffeld, artiestennaam van Greta Kloet (Rotterdam, 26 november 1939) is een Nederlandse jazzzangeres. In Duitsland is ze vooral bekend als schlagerzangeres. In 1961 deed ze voor Nederland mee aan het Eurovisiesongfestival met het liedje 'Wat een dag'. Het leverde haar dat jaar een 10e plaats op.

## Carrière
Greetje Kauffeld is een dochter van Bartel Kloet en Maria Mijntje Kauffeld. Zij startte haar carrière als soliste bij The Skymasters op 1 februari 1957. Al snel werd ze ook buiten de landsgrenzen bekend. Vanaf 1964 woonde ze een poosje in Duitsland waar ze veel optrad in tv- en radioshows van de Süddeutscher Rundfunk. Schlagercomponist Heinz Gietz schreef enkele liedjes voor haar en ze trad op met onder meer Paul Kuhn. 
Daarnaast werkte ze samen met onder anderen Joey Bishop, Herb Ellis en Ray Brown.
In 1999 werd Kauffeld onderscheiden als Ridder in de Orde van de Nederlandse Leeuw.
Op 14 januari 2007 gaf Kauffeld een concert met het Metropole Orkest en vele gasten in het Spant te Bussum vanwege haar 50-jarige jubileum on stage. De zangeres heeft in 2006 haar memoires gepubliceerd. Naar aanleiding van haar 75e verjaardag is het boek in 2014 in een sterk uitgebreide versie opnieuw uitgebracht. In november 2014 kreeg ze de Edison Jazz Oeuvreprijs Nationaal, deze werd tijdens het televisieprogramma Tijd voor MAX aan haar uitgereikt door Joke Bruijs.

## Hits in Duitsland
- 1963 - Jeden Tag, da lieb ich dich ein kleines bisschen mehr (met Paul Kuhn)
- 1964 - Wir können uns nur Briefe schreiben
- 1965 - Groschen-polka (met Paul Kuhn)